# مرجان قيطول (مقاطعة غيلانغرب)
مرجان قيطول (بالفارسية: مرجان قیطول) هي قرية تقع في منطقة مركزية ريفية في إيران. يقدر عدد سكانها بـ 233 نسمة بحسب إحصاء 2016.